# Francisco Elson
Francisco Marinho Robbij Elson (* 28. Februar 1976 in Rotterdam) ist ein ehemaliger niederländischer Basketballprofi, der von 1999 bis 2013 in der spanischen Liga ACB, in der NBA und abschließend im Iran unter Vertrag stand.

## Laufbahn
Elson begann das Basketballspielen bei AMVJ Rotterdam (heute Rotterdam Basketbal) im Alter von zwölf Jahren. Nach zwei Jahren (1995 bis 1997) am Kilgore Junior College in Texas setzte er seine Collegezeit an der University of California, Berkeley fort. Dort spielte er von 1997 bis 1999. Als Senior erzielte der Niederländer im Durchschnitt 5,7 Punkte sowie 5,1 Rebounds je Begegnung, seine 42 geblockten Würfe waren der Mannschaftshöchstwert. Er gewann mit den Bears 1999 die NIT-Meisterschaft.

### Profi
Elson wurde in der zweiten Runde des NBA-Drafts 1999 an 41. Stelle von den Denver Nuggets ausgewählt, aber erst zur Saison 2003/04 von ihnen unter Vertrag genommen. Davor spielte er vier Jahre in Spanien: 1999 bis 2001 beim FC Barcelona, 2001/02 beim Valencia Basket Club und 2002/03 beim CDB Sevilla. Mit Barcelona wurde Elson 2001 spanischer Meister und Sieger des Pokalwettbewerbs. 2002 stand er mit Valencia im Endspiel des Europapokals Saporta Cup, verlor jedoch mit seiner Mannschaft gegen Mens Sana Basket Siena. Die Saison in der spanischen Liga mit seinen besten statistischen Werten war das Spieljahr 2002/03, als er im Mittel 9,7 Punkte und 8,3 Rebounds erzielte. Von 2003 bis 2006 spielte Francisco dann in 201 Spielen in der NBA für die Nuggets und erzielte durchschnittlich 4,1 Punkte.
Im Juli 2006 unterzeichnete Elson einen Zweijahresvertrag bei den San Antonio Spurs. In der Saison 2006/07 gewann er mit den Spurs die NBA-Meisterschaft.
Am 20. Februar 2008 wurde Elson zusammen mit Brent Barry und einem Erstrunden-Draftauswahlrecht an die Seattle SuperSonics abgegeben. Im Austausch ging Kurt Thomas nach San Antonio.
Am 18. Februar 2010 folgte ein Wechsel zu den Philadelphia 76ers, unter anderem im Tausch gegen Primož Brezec. Für die Sixers absolvierte er nur ein Spiel.
Im Sommer 2010 unterschrieb er einen Einjahresvertrag bei den Utah Jazz.
Im Januar 2012 unterschrieb er erneut in Philadelphia. Dort wurde sein Vertrag im März 2012 per Option wieder aufgelöst.
Nachdem Elson zur Saison 2012/2013 keinen neuen Vertrag erhalten hatte, blieb er lange vereinslos und nahm im Januar 2013 schließlich ein Angebot von Mahram Teheran aus der iranischen Super League an, wo er bis Sommer 2013 spielte.
Im März 2014 beendete Elson seine Profikarriere. Er kehrte nach dem Ende seiner Laufbahn nach Rotterdam zurück.